# UAZ Patriot
La UAZ Patriot è un fuoristrada di medie dimensioni prodotto a partire dal 2005 dalla UAZ, casa automobilistica russa parte del gruppo Severstal'.

## Il contesto
Pur avendo una linea moderna e molto automobilistica questo veicolo mantiene buone caratteristiche da fuoristrada: è in grado di superare pendenze fino a 30° e angoli di dosso di 35°, inoltre ha una capacità di guado di 50 cm, queste specifiche sono il risultato dell'adozione di sospensioni posteriori a ponte rigido, di una notevole altezza da terra e del riduttore di velocità.

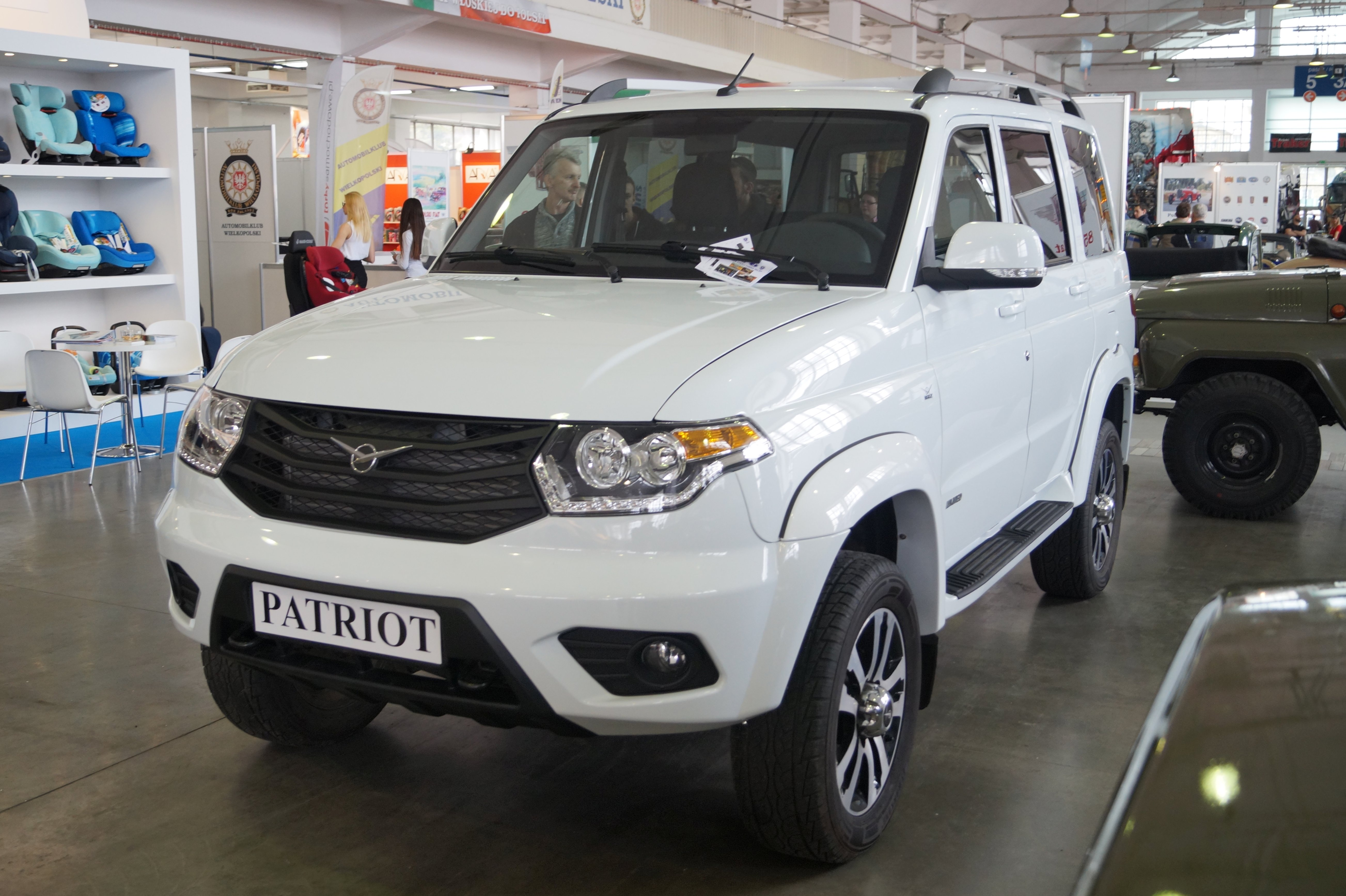
Patriot versione del 2016

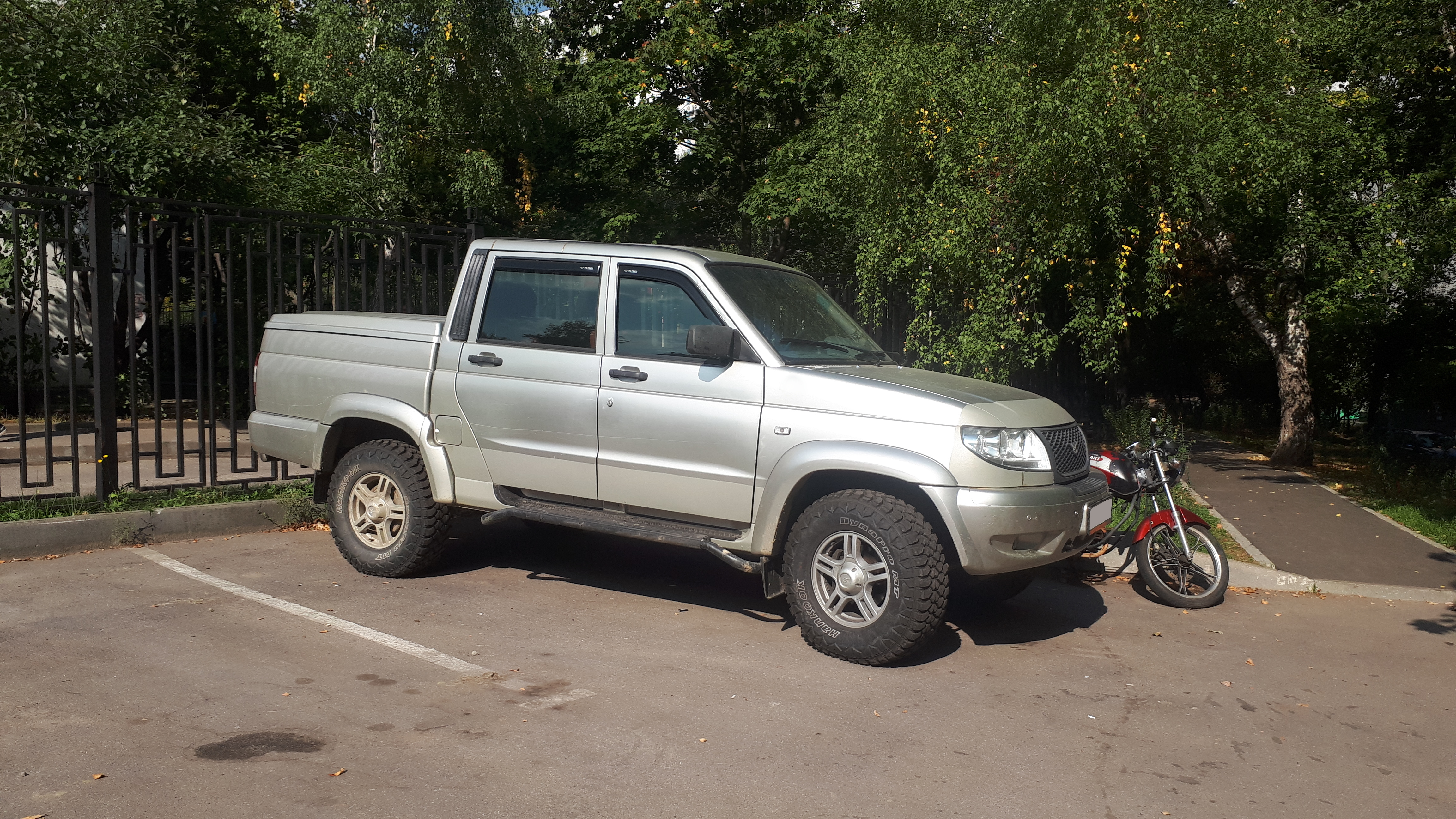
UAZ-23632

Per la costruzione di questa vettura vengono utilizzati molti componenti prodotti da terze parti ad alta specializzazione, questo ha permesso di migliorare la finitura e la qualità riducendo i costi di produzione; una peculiarità è il nuovo cambio coreano Dymos prodotto dalla Hyundai Motor Company più sfruttabile e comodo dei precedenti.
Una capacità di carico di 600 kg, le doti fuoristradistiche e un prezzo abbordabile hanno permesso a questo modello di vettura di ottenere in Russia un discreto successo.
Il motore è il ZMZ-409.10 da 2693 cm³ 4 cilindri e 16 valvole già montato sulla 469/Hunter, eroga oltre 128 CV al regime di rotazione di 4400 giri/min e ha una coppia motrice di 217 N·m a 2500 giri che consente alla Patriot di superare i 150 km/h di velocità massima.